# 프랑스의 클로드 (1499년)
프랑스의 클로드(프랑스어: Claude de France, 브르타뉴어: Klaoda Bro-C'hall, 1499년 10월 14일 ~ 1524년 7월 20일)는 프랑스의 왕비이자 브르타뉴 여공작의 권리를 가졌으며, 루이 12세와 브르타뉴 여공작 안의 큰딸이다.
프랑수아 1세의 첫 번째 아내인 그녀는 앙리 2세의 어머니이자 발루아 왕가의 마지막 세 왕들 그리고 스페인의 왕비 엘리자베트의 할머니에 해당한다.

## 아이들
클로드와 프랑수아 1세는 일곱 명의 아이를 두었다:
- 루이즈 (1515년 8월 19일 - 1517년 9월 21일) - 유아기에 죽음
- 샤를로트 (1516년 10월 23일 - 1524년 9월 8일) - 유아기에 죽음
- 왕태자 프랑수아 (1518년 2월 28일 - 1536년 8월 10일) - 요절
- 앙리 2세 (1519년 3월 31일 - 1559년 7월 10일) 프랑스 국왕(카트린 드 메디시스와 결혼)
- 마들렌 (1520년 8월 10일 - 1537년 7월 2일) 스코틀랜드 왕비(스코틀랜드의 제임스 5세와 결혼)
- 샤를 (1522년 1월 22일 - 1545년 9월 9일) - 요절
- 마르그리트 (1523년 6월 5일 - 1574년 9월 14일) 베리 여공작, 사보이 공작 부인(에마누엘레 필리베르토 디 사보이아 공작과 결혼)